# آدیداس آزتکا

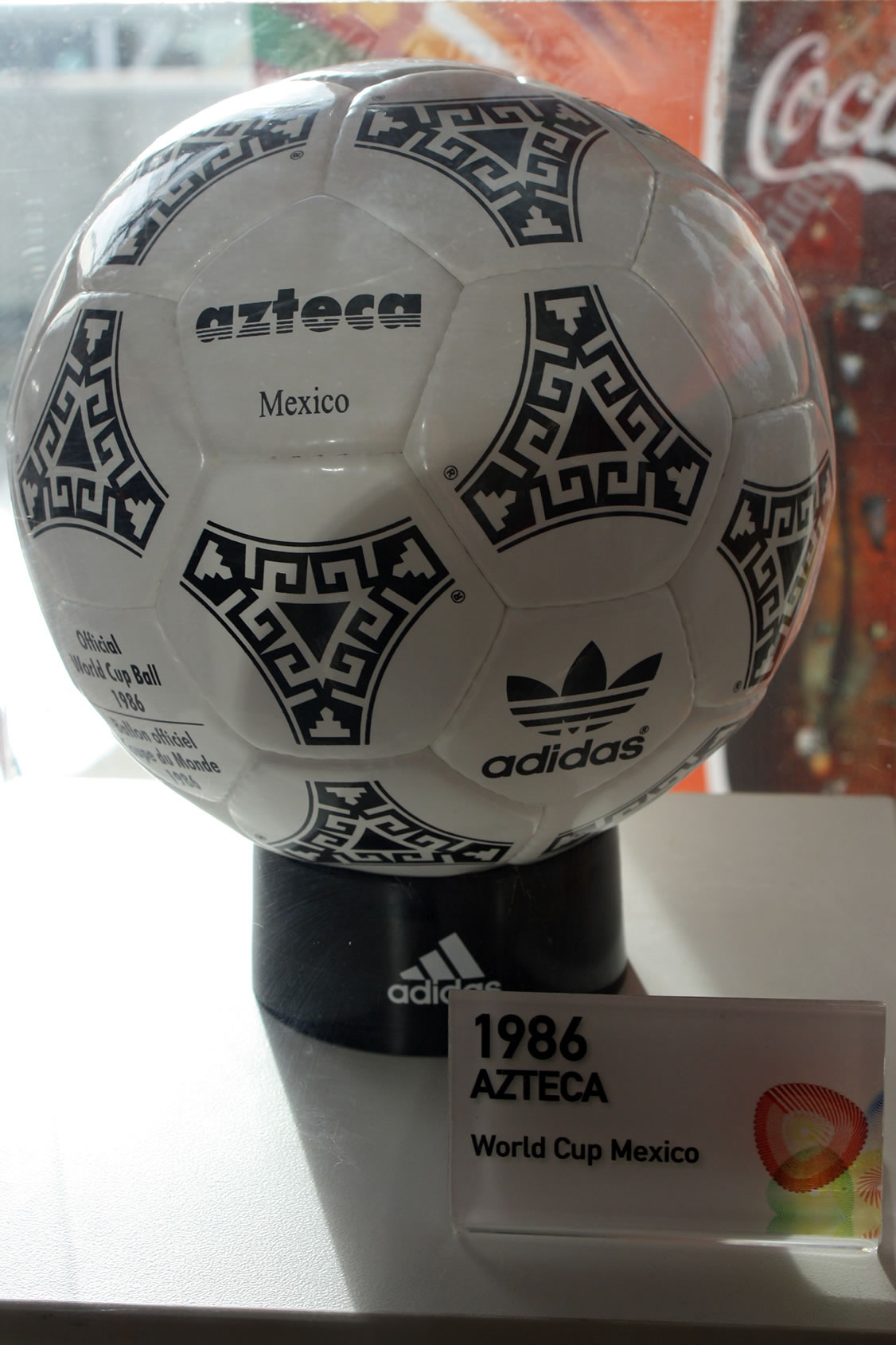
آدیداس آزتکا

آزتکا مکزیکو (به اسپانیایی: Azteca Mexico تلفظ اسپانیایی: [asˈteka ˈmexiko]) ساخته شده توسط آدیداس توپ رسمی مسابقات جام جهانی فوتبال ۱۹۸۶ بود که در مکزیک برگزار شد. همچنین این توپ اولین توپ کاملاً مرکب از مواد مصنوعی جام جهانی فوتبال بود.
طراحی استادانه تزئین شده از معماری و نقاشی‌های دیواری بومی کشور میزبان از آزتک الهام گرفته شده‌بود.